# Цифцис, Антонис
Антони Цифрис (греч. Αντώνης Τσιφτσής; род. 21 июля 1999, Яница) — греческий футболист, вратарь клуба «Паок».

## Клубная карьера
Цифис — воспитанник клуба «Астерас». 2 апреля 2018 года в матче против «Платаньяса» он дебютировал в греческой Суперлиге. Летом 2023 года Цифис на правах аренды перешёл в польский «Ракув». В матче против мелецкой «Стали» он дебютировал в польской Эсктраклассе.Вернулся в «Астерас» в январе 2024. В 2024 году зимой перешел в греческий «Паок» на правах аренды.